# منتخب فنلندا تحت 18 سنة لهوكي الجليد للسيدات
منتخب فنلندا تحت 18 سنة لهوكي الجليد للسيدات هو ممثل فنلندا تحت 18 سنة الرسمي في المنافسات الدولية في هوكي الجليد للسيدات
.